# رانیا
رانیا (به انگلیسی: Rania) یک منطقهٔ مسکونی در هند است که در بخش سیرسا واقع شده‌است. رانیا ۲۵٬۱۲۳ نفر جمعیت دارد و ۱۹۰ متر بالاتر از سطح دریا واقع شده‌است.